# Il Foglio
Il Foglio (inglés: "The Paper" o el papel en español) es un diario italiano. Fue fundado en 1996 por el periodista y político italiano Giuliano Ferrara tras su salida como director de la revista Panorama. Desde el 2015 es dirigida por Claudio Cerasa.

## Historia y perfil
Il Foglio fue fundado en 1996 por el periodista y político italiano Giuliano Ferrara después de que dejara la dirección de la revista Panorama.  El periódico tiene su sede en Roma.
La política editorial principal de Il Foglio (que significa en italiano "La Hoja", es decir, formada a partir de una sola hoja de papel como se usaba en los periódicos del siglo XIX) es un resumen de las noticias más importantes del día con comentarios y análisis sobre ellas. Recientemente, el tamaño del papel ha aumentado, con insertos y páginas adicionales incorporadas especialmente los sábados.
Entre marzo y abril del 2023, Il Foglio publicó un artículo generado por ChatGPT al día en su sitio web oficial y, en el proceso, organizó un concurso especial para sus lectores. Los artículos abordaron temas como la posible sustitución de periodistas humanos por sistemas de inteligencia artificial, la administración de Twitter de Elon Musk, la política de inmigración del gobierno de Meloni y la competencia entre chatbots y asistentes virtuales.

## Política
El conservadurismo angloamericano puede considerarse aproximadamente como su posición política más cercana. Presenta editoriales inspiradas en periódicos estadounidenses, especialmente The Wall Street Journal. Il Foglio también puede considerarse pro libre mercado en economía. A pesar de su tendencia conservadora, una parte importante de sus periodistas son miembros o fueron miembros del Partido Radical. Este periódico también alberga varios artículos de columnistas de izquierda e independientes.[cita requerida]

## Propiedad
Desde el 2016, el papel es propiedad de Sorgente Group, un grupo que opera en el campo de las inversiones y finanzas inmobiliarias y está presidido por Valter Mainetti. En abril de 2016 anunció que había comprado el 97,48% de la propiedad. En diciembre de ese año, el grupo Sorgente compró el 100% de la propiedad y, por lo tanto, es el único propietario del periódico.[cita requerida]
Diez años antes, el 23 de abril de 2006, Giuliano Ferrara había declarado al programa de televisión de noticias italiano Report (dentro del episodio "Il finanziamento quotidiano" di Bernardo Iovene), que la propiedad del periódico era compartida por los siguientes:[cita requerida]
- PBF S.r.l. 38%.
- Sergio Zuncheddu (constructor sardo y propietario del mayor diario de Cerdeña, L'Unione Sarda, y de algunas empresas regionales de radiodifusión de televisión, Videolina y Tele Costa Smeralda), del 20% al 25%.
- Denis Verdini (Ex coordinador nacional del PDL), 15%.
- Giuliano Ferrara, 10%.
- Michele Colasanto, 10%.